# Istenszülő elszenderedése fatemplom (Szakállasfalva)
A szakállasfalvi Istenszülő elszenderedése fatemplom műemlékké nyilvánított épület Romániában, Máramaros megyében. A romániai műemlékek jegyzékében az  MM-II-m-A-04630 sorszámon szerepel.